# Nitrili
Nitrili (latinski; nitrum + grčki; salitra: tvar) su organski spojevi opće formule R-CN (R=ugljikovodična skupina), esteri cijanovodične kiseline (HCN). To su bezbojne tekućine ili kristali, osebujnih, ali ne neugodnih mirisa. Većinom su netopljivi u vodi, a topljivi u alkoholu i eteru. Nastaju djelovanjem alkalijskih cijanida na organske halogenide. Djelovanjem kiselina ili alkalija prelaze u karboksilne kiseline s istim brojem ugljikovih atoma (skupina CN prelazi u COOH), pa mogu biti međuproizvodi u sintetskom postupku kojim se povećava broj ugljikovih atoma u lancu organskog spoja. Nazivaju se redovito prema kiselini u koju na navedeni način mogu prijeći npr. acetonitril (CH3-CN), jer može prijeći u octenu kiselinu, a veću tehnološku važnost ima akrilonitril.
Po redoslijedu opadajućeg prioriteta pri odabiru i imenovanju glavne karakteristične skupine, nitrili su dvanaesti po redu razredni spojevi.